# Chlorophorus verus
Chlorophorus verus là một loài bọ cánh cứng trong họ Cerambycidae.